# Битва під Амфіполем
Битва при Амфіполі відбулася в 422 році до нашої ери під час Другої Пелопоннеської війни між Афінами та Спартою . Це була кульмінація подій, які почалися в 424 році до нашої ери із захопленням Амфіполя спартанцями.
У 424 році до н. е., у відповідь на напади афінян на Пелопоннес з боку Пілоса та Кітери після битви при Пілосі, спартанський полководець Брасід отримав дозвіл вивести армію на північ, щоб атакувати афінські володіння у Фракії. Брасідас зібрав армію з 700 ілотів, озброєних як гопліти, і 1000 найманців-гоплітів з Пелопоннесу поблизу Коринфа. Після зриву спроби афінян захопити Мегару Брасідас провів свою армію через Фессалію та з’єднався з Пердіккою II Македонським, одним із північних союзників Спарти. Наприкінці серпня бразидці прибули до Аканта на Халкідіці та захопили його. На початку грудня 424 року Брасід вирушив до своєї головної мети: Амфіполь.

## Взяття Амфіполя, 424–423 рр. до н
Взимку 424–423 рр., приблизно одночасно з битвою при Деліумі, Брасід обложив Амфіполь, афінську колонію у Фракії на річці Стрімон. Місто захищав афінський полководець Евкл, який послав на допомогу Фукідіда (на той момент полководця, пізніше відомого історика), який був на Тасосі з сімома афінськими кораблями.
Щоб захопити місто до прибуття Фукідіда, Брасід запропонував дозволити всім, хто бажає залишитися, залишити своє майно, а тим, хто хоче піти, запропонував безпечний прохід. Амфіполь здався, незважаючи на протести Евкла. Фукідід прибув до сусіднього порту Ейон в той же день, коли місто здалося, і захистив його за допомогою тих, хто покинув Амфіполь. Тим часом Брасід почав об'єднуватися з більшою кількістю фракійських міст і атакувати інші міста в цьому районі, такі як Тороне. Афіняни боялися, що їхні інші союзники швидко капітулюють, як це зробили амфіполіти, якщо Брасід запропонує їм вигідні умови миру.
Фукідід, який описав взяття Амфіполя у своїй «Історії Пелопоннеської війни », часто вважається частково або повністю відповідальним за падіння Амфіполя. Дехто розцінив його дії як «грубу недбалість», хоча він стверджував, що не зміг вчасно прибути, щоб врятувати місто. Його відкликали до Афін, де його судили та зіслали.

## Перемир'я 423 р. до н
У відповідь на падіння міста Афіни і Спарта підписали перемир'я. Афіни сподівалися, що вони зможуть укріпити більше міст, готуючись до майбутніх нападів Брасіда, а спартанці сподівалися, що Афіни нарешті повернуть полонених, узятих у битві при Сфактерії на початку 425 року до нашої ери. Згідно з умовами перемир'я, «пропонується, щоб кожна сторона залишалася на своїй території, утримуючи те, що вона зараз тримає. . . Перемир'я має тривати один рік». Поки тривали перемовини, Брасід захопив Скіоне і відмовився віддати його, коли надійшла звістка про договір. Афінський лідер Клеон послав військо, щоб повернути його, незважаючи на договір.

## Друга битва при Амфіполі, 422 р. до н
Коли перемир'я закінчилося в 422 році, Клеон прибув до Фракії з силою з 30 кораблів, 1200 гоплітів і 300 кавалерії разом з багатьма іншими військами союзників Афін. Він повернув собі Тороне і Скіоне; у Скіоне був убитий спартанський полководець Пасителід. Потім він зайняв позицію в Ейоні, тоді як Брасід зайняв свою позицію в Кердиліоні, сусідньому високому поселенні на правому березі Стрімона (також латинізовано як Серділій ). У Брасіда було близько 2000 гоплітів і 300 кавалеристів, а також деякі інші війська в Амфіполі, але він не відчував, що зможе перемогти Клеона в різкій битві. Тоді Брасіда повернув свої війська в Амфіполь і приготувався атакувати; коли Клеон зрозумів, що насувається атака, і, не бажаючи битися до прибуття очікуваного підкріплення, він почав відступати; відступ був погано організований, і Брасідас сміливо атакував неорганізованого ворога, досягнувши перемоги.
В уривку короткої промови Брасіда перед битвою він спеціально звернувся до союзних лакедемонських сил, яких він призначив під керівництвом Клеріда, а для себе він власноруч обрав сто п’ятдесят гоплітів; він сказав: ".. майте на увазі, що три чесноти хорошого солдата - це завзяття в бою, почуття честі та покора лідерам.. і я скажу, що буду поводитися в дії, дотримуючись порад, які дав своїм товаришам».
Під час наступної поразки Брасід був смертельно поранений, хоча афіняни цього не помітили. Клеон також був убитий, коли на нього напали війська під командуванням спартанського полководця Клеріда. Вся афінська армія втекла назад в Ейон, хоча близько 600 з них були вбиті, перш ніж вони досягли порту. Зі сторони Спарти загинуло лише сім воїнів.

## Результати
Брасід був з почестями похований на агорі в Амфіполі. Амфіполіти почали вважати його героєм, започаткувавши ігри та щорічні пожертви на його честь. Вони також зробили його засновником міста і присвятили його йому, зруйнувавши будівлі, які зводив афінянин Хагнон, і знищивши будь-які пам’ятники, які могли залишитися до майбутнього часу його заснування. Після битви ні афіняни, ні спартанці не хотіли продовжувати війну (Клеон був найбільш агресивним членом Афін), і Нікійський мир був підписаний у 421 році до н. Зрештою цей договір також було розірвано. Фукідід був вигнаний за те, що не зміг захистити Амфіполь, таким чином завершившись період війни, в якій він брав безпосередню участь.
Кукулі-Хрісантакі у своїх тридцятилітніх дослідженнях в Амфіполі пропонує докази відновлення та ідентифікації поховання Брасіда на стародавній агорі Амфіполя. Археологічні розкопки в Амфіполі виявили фундамент невеликої будівлі та гробницю, що містить залишки срібного оссуарію, супроводжуваного золотим вінком, у якому, як вважають, зберігаються останки Брасідаса.  Зараз цей оссуарій знаходиться в Археологічному музеї Амфіполя. Сама могила являла собою отвір, викопаний у існуючій скелі, з вапнякових блоків і розчину, який використовувався для створення могили.
В « Апології » Платона філософ Сократ стверджує, що він ветеран цієї битви.